# Raid de Son Tay
Guerre du Viêt Nam
Batailles
Le raid de Son Tay (appelé opération Ivory Coast et opération Kingpin) fut une opération spéciale américaine menée pendant la guerre du Viêt Nam et ayant pour but de libérer des prisonniers de guerre américains retenus dans un camp à proximité de Sontay.
Le raid, mené le 21 novembre 1970, fut correctement exécuté mais ne permit pas de libérer de prisonniers car ceux-ci avaient été déplacés dans un autre camp quelques mois plus tôt.
Bien que l'objectif principal du raid n'ait pu être atteint, l'opération est considérée comme un succès relatif car l'assaut fut correctement mené, le bilan des pertes largement en faveur des Américains, et les conséquences indirectes du raid furent favorables aux prisonniers de guerre américains retenus au Viêt Nam.

## L'opération

### Préparation
Le raid de Son Tay était la partie finale d'une opération en trois phases. La conception d'une opération de sauvetage de prisonniers de guerre américains au Nord Viêt Nam commença en mai 1970 avec l'identification de petits camps de prisonniers sur des photographies aériennes, parmi lesquels celui situé près de Sontay, la capitale de la province de Son Tây (province qui a été fusionnée avec celle de Hà Dông au sein de la province de Hà Tây en 1965) sur la rivière Song Con, à une quarantaine de kilomètres à l'ouest de Hanoï.
L'idée de mener un raid fut proposée en mai 1970 par le brigadier general Donald D. Blackburn, assistant spécial pour la contre-insurrection et les activités spéciales (Special Assistant for Counterinsurgency and Special Activities, SACSA) au général Earle G. Wheeler, alors président du comité des chefs d'États-majors interarmes. Wheeler autorisa le 10 juillet un groupe de planification de 15 membres à étudier la faisabilité d'un raid. Travaillant avec des experts de la CIA et de la DIA, Blackburn développa un plan connu sous le nom de code Polar Circle (« cercle polaire »). Ce plan s'intéressa au camp de Son Tay, les renseignements issus de l'analyse des photos aériennes prises notamment par des Lockheed SR-71 Blackbird et des drones Ryan AQM-34L/M Buffalo Hunter conduisant à supposer qu'au moins 50 et peut-être jusqu'à 100 prisonniers américains s'y trouvaient (il fut par la suite établit que 57 prisonniers s'y trouvaient effectivement à l'époque). Le plan fut accepté par le JCS en juillet et reçu une classification top secret.

### Organisation de la mission
La seconde phase, appelée opération Ivory Coast (« Côte d'Ivoire »), commença le 8 août 1970 quand l'amiral Thomas H. Moorer, le nouveau président du comité des chefs d'États-majors interarmes, désigna le Brigadier General LeRoy J. Manor et le colonel Arthur D. "Bull" Simons respectivement commandant et commandant adjoint de l'opération. Ivory Coast concernait la phase d'organisation, de planification, d'entraînement et de déploiement des forces de l'opération.
Le général Manor créa un complexe d'entraînement à Eglin Air Force Base en Floride et rassembla un groupe de planification de 27 personnes. Le colonel Simons recruta ses hommes à Fort Bragg parmi les bérets verts ; plusieurs centaines d'entre eux se portèrent volontaire en ne sachant que la mission serait « dangereuse » et que Simons serait commandant. Simons sélectionna 15 officiers et 82 sous-officiers venant principalement des 6th et 7th SFG et les emmena à Eglin. On donna à cette force le nom volontairement ambigu de Joint Contingency Task Group (JCTG, « groupe interarmées de travail de contingence »).
Le personnel de planification établit les paramètres d'un raid de nuit, dont les points essentiels étaient un temps clair et un quart de lune à 35 degrés au-dessus de l'horizon pour avoir une visibilité optimale. De ces paramètres découlèrent deux « fenêtres » pour le raid, entre les 21 et 25 octobre ou entre les 21 et 25 novembre.

### Le plan
L'assaut devait être mené par trois groupes de Special Forces : un groupe de 14 hommes, appelé Blueboy et commandé par le capitaine Richard J. « Dick » Meadows, devait atterrir dans la cour de la prison ; un groupe de 22 hommes appelé Greenleaf et commandé par le colonel Simons devait s'introduire dans la prison (en faisant sauter un mur extérieur) pour appuyer Blueboy ; enfin, un groupe de 20 hommes appelé Redwine commandé par le lieutenant-colonel Eliott P. « Bud » Sydnor devait sécuriser les alentours de la prison pour arrêter toute contre-attaque nord-vietnamienne.
Les commandos devaient être emmenés à pied d'œuvre par des hélicoptères HH-53 Super Jolly Green Giant. Les équipages furent choisis parmi les unités de sauvetage des pilotes éjectés en territoire hostile, habitués aux vols de nuit à basse altitude. Un des problèmes était de réussir à débarquer le groupe d'assaut dans l'étroite cour de la prison, qui rendait difficile l'atterrissage d'un HH-53. L'appareil risquait notamment de toucher des arbres de la cour avec son rotor. On retint finalement l'idée de perdre volontairement un HH-3 Jolly Green Giant (appareil un peu plus petit que les HH-53) en le faisant se poser dans la cour avec toutes les chances que son rotor soit détruit, ce qui permettrait de débarquer rapidement le groupe d'assaut (le groupe et l'équipage du HH-3 devant être récupérés par d'autres hélicoptères une fois la mission terminée). Un HC-130 devrait ravitailler de nuit les hélicoptères en vol, et deux MC-130 équipés d'un nouvel équipement de navigation infrarouge guideraient la formation.
Le général Manor et le colonel Simons rencontrèrent l'amiral Fred Bardshar, commandant la Task Force 77, pour que celui-ci organise une diversion aérienne avec les appareils des porte-avions de la Task Force. À cause de la politique du moment de ne pas bombarder le Nord Viêt Nam, les avions ne porteraient pas d'armement air-sol à part ceux chargés des missions de sauvetage des pilotes éventuellement abattus.

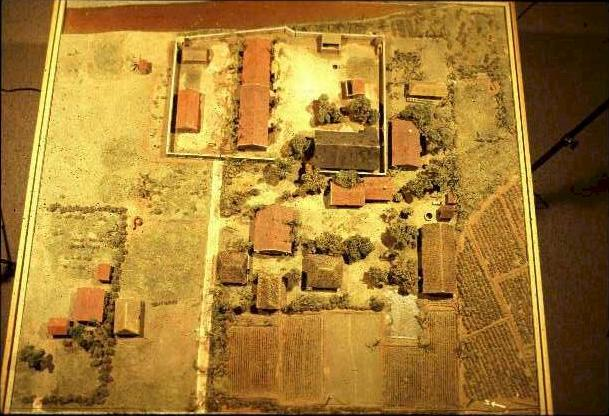
« Barbara », la maquette du camp de Son Tay. Le HH-3 « Banana 01 » se posa dans la cour visible en haut au centre.

Une maquette à taille réduite du complexe de la prison, appelée « Barbara » et d'un prix de 60 000 $, équipée d'un système d'illumination permettant de simuler tous types d'éclairages (nuit, pleine lune, fusées éclairantes, etc.) fut construite.
Les bérets verts répétèrent l'assaut sur une maquette à taille réelle particulièrement réaliste de la prison à 171 reprises, envisageant tous les imprévus possibles. Cette maquette devait être démontée le jour pour éviter qu'elle ne soit repérée par le satellite espion soviétique Cosmos 355 qui survolait la Floride toutes les douze heures. Les équipages d'hélicoptères effectuèrent 1054 heures de vol d'entraînement en 268 sorties au cours desquelles ils s'entraînèrent au vol en formation et ravitaillement en vol nocturnes. L'équipage du HH-3 fit 31 atterrissages nocturnes dans la cour de la maquette.
Un des problèmes rencontrés était la précision du tir de nuit des commandos : après une répétition, on s'aperçut que les bérets verts plaçaient moins de 25 % des balles tirées dans des cibles de la taille d'un humain à 50 mètres de distance. Cherchant une solution, le colonel Simons apprit que le seul viseur nocturne existant monté sur armes légères était l'AN/PVS-4 dont il n'existait alors que six prototypes. La légende dit que Simons et son armurier tombèrent sur une publicité pour un viseur nocturne d'origine britannique vendu dans le civil dans un magazine (American Rifleman ou Guns & Ammo selon les versions de l'histoire). Le viseur était le Singlepoint fabriqué par Armson et distribué aux États-Unis par Armalite au prix de 49,50 $ pièce. Après avoir testé deux exemplaires qui se montrèrent très performants, Simons acheta assez de viseurs pour équiper les 56 hommes de l'assaut.
Le 24 septembre, le général Manor rapportait au secrétaire à la Défense Melvin Laid que le JCTG était prêt pour la fenêtre d'octobre, mais à la suite d'un entretien à la Maison Blanche avec le conseiller à la sécurité nationale Henry Kissinger le 8 octobre, la mission, fut reportée en novembre. Ce délai augmentait les risques de compromettre le secret de la mission mais avait l'avantage de permettre des entraînements supplémentaires, d'acquérir les viseurs nocturnes et d'obtenir plus de photos aériennes de la prison.
Du 10 au 17 novembre, le JCTG se déploya sur la base aérienne d'Udon en Thaïlande. Les prévisions météo indiquaient que le typhon Patsy devait causer du mauvais temps sur le Nord Viêt Nam pendant toute la fenêtre de novembre mais que les conditions du 20 novembre seraient acceptables. Le général Manor avança l'opération de 24 heures.

### Le raid
Le 18 novembre, le président Richard Nixon approuva l'exécution de la phase finale de l'opération, le raid appelé opération Kingpin (« cheville ouvrière »).
105 aéronefs (46 de l'US Air Force et 59 de l'US Navy) participèrent à la mission, dont 29 appareils (avec 92 aviateurs) directement impliqués dans le raid :
| Nombre | Type                          | Indicatif radio  | Unité                           | Rôle                                               |
| ------ | ----------------------------- | ---------------- | ------------------------------- | -------------------------------------------------- |
| 2      | MC-130 Combat Talon           | Cherry 01 et 02  | 7th SOS (1st SOW)               | Commandement aérien et illumination                |
| 1      | HC-130P Combat Shadow         | Lime 01          | 1st SOW                         | Navigation, ravitaillement en vol des hélicoptères |
| 5      | HH-53 Super Jolly Green Giant | Apple 01 à 05    | 40th ARRS (3rd ARRG)            | Infiltration/exfiltration des commandos            |
| 1      | HH-3 Jolly Green Giant        | Banana 01        | 37th ARRS (3rd ARRG)            | Infiltration du groupe d'assaut Blueboy            |
| 5      | A-1E Skyraider                | Peach 01 à 05    | 1st SOS (56th SOW)              | Appui aérien rapproché                             |
| 10     | F-4 Phantom II                | Falcon 01 à 10   | 13th TFS, 555th TFS (432nd TRW) | Escorte aérienne des hélicoptères                  |
| 5      | F-105G Wild Weasel            | Firebird 01 à 05 | 6010th WWS (388th TFW)          | Protection contre les défenses antiaériennes       |

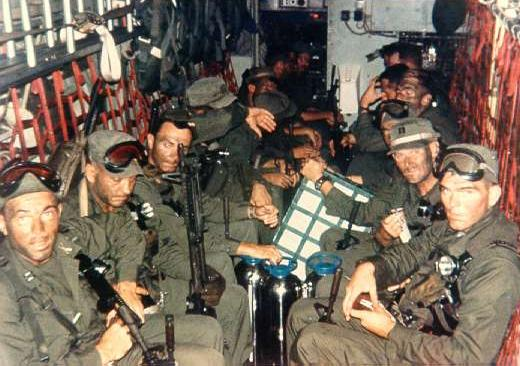
Les bérets verts dans un des hélicoptères, en route pour le raid

Les 56 raiders emportaient 48 fusils XM177 Colt Commando, 2 M16, 2 fusils à pompe, 4 lance-grenades M79 et 4 mitrailleuses M60, 51 armes de poing, 213 grenades à main, 11 charges explosives et 15 mines Claymore. Chacun avait une radio de secours, et ils étaient équipés d'une pléthore de coupe-câbles, coupe-boulons, scies, pieds-de-biche, cordes, porte-voix et autres équipements.
À 23h25 le 20 novembre 1970, les hélicoptères décollèrent de la base d'Udon. Peu après minuit, les MC-130 Combat Talon et A-1 Skyraiders firent de même à la base aérienne thaïlandaise de Nakhon. À partir de 01h23 les appareils de la Navy décollèrent des porte-avions USS Oriskany (CV-34), USS Ranger (CV-61) et USS Hancock (CV-19) et approchèrent la côte nord-vietnamienne par l'est, déclenchant une importante alerte dans la défense antiaérienne nord-vietnammienne à partir de 02h17 et fournissant une diversion efficace pour les hélicoptères du raid qui approchaient par l'ouest.
L'assaut commença à 02h18 quand un MC-130 largua des fusées éclairantes sur la prison et que Apple 3 ouvrit le feu avec ses deux miniguns sur les tours de garde de la prison. Peu après le HH-3 se posa dans un « crash contrôlé » dans la cour de la prison, et le groupe d'assaut Blueboy prit immédiatement d'assaut la prison. Sa seule perte fut un aviateur qui se cassa la cheville dans le crash.

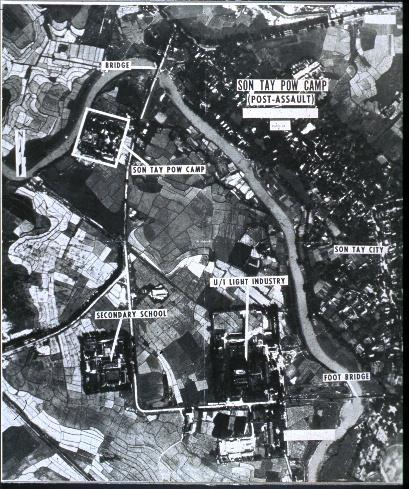
Vue aérienne de la zone, montrant la ville de Son Tây, la prison et « l'école secondaire » environ 400 mètres au sud de la prison

Le groupe de commandement Greenleaf se posa à 02h21 et comprit presque immédiatement que l'hélicoptère ne les avait pas déposés au bon endroit mais près d'un complexe similaire à celui de la prison, situé 400 mètres plus au sud. Le complexe en question avait été identifié comme une « école secondaire » d'après les photographies aériennes mais il s'agissait en fait d'une caserne de soldats nord-vietnamiens. Le colonel Simons décida d'attaquer immédiatement cette concentration imprévue de soldats ennemis susceptible de mettre en danger l'opération. En cinq minutes de combat, ayant l'avantage de la surprise, les Américains estimèrent avoir tué 100 à 200 soldats ennemis sans pertes de leur côté. À 02h26 le groupe Greenleaf rembarqua dans son hélicoptère qui les déposa à la zone d'atterrissage initialement prévue.
Le groupe de soutien Redwine s'était posé à 02h21 à proximité de la prison de Son Tay et avait pris en charge les tâches assignées à Greenleaf comme le prévoyaient les plans au cas où Greenleaf serait indisponible. Pendant ce temps, le groupe Blueboy fouilla la prison pour découvrir qu'aucun prisonnier américain ne s'y trouvait (les Américains apprirent par la suite que les 57 prisonniers présents à Son Tay avaient été déplacés dans un camp à 13 kilomètres de là en juillet par crainte des crues de la rivière Song Con). Meadows envoya par radio le message Negative Items (« objets : négatif ») et les raiders commencèrent à évacuer.
À 02h36 eut lieu la première extraction par hélicoptère, suivie de la seconde à 02h45. Les commandos étaient restés au sol seulement 27 minutes. Tous les commandos furent comptés (on crut au début qu'un d'entre eux avait été oublié). L'un d'entre eux avait été blessé à la jambe et était la seule perte causée par l'ennemi.
Pendant le raid, d'autres diversions avaient été effectuées, y compris en larguant des fusées éclairantes et des « simulateurs de fusillades » sur d'autres zones pour tromper l'ennemi sur le lieu réel des combats. Au moins 18 missiles sol-air furent tirés sur la force du raid, sans résultat. Deux F-105 furent endommagés, l'un parvint à retourner à la base mais l'équipage du second dut s'éjecter au-dessus du Laos ; il fut récupéré par deux des HH-53 de la force du raid. À 03h15, celle-ci avait quitté le Nord Viêt Nam et se posa à Udon à 04h28.

## Bilan
L'opération fut considérée comme un « succès tactique » car elle avait été correctement exécutée, mais elle n'atteint pas son objectif principal qui était la libération de prisonniers. Ce fut un important échec pour les services de renseignement. Des décennies plus tard, des documents déclassifiés révélèrent que la veille du raid, une estimation des renseignements avertissait qu'il était possible que les prisonniers aient été déplacés dans une autre prison située une vingtaine de kilomètres plus loin (c'est ce qui s'était effectivement produit). L'opération était cependant à un stade trop avancé pour changer d'objectif à ce moment-là.
Dans un premier temps, l'opération fut considérée comme un échec par l'opinion publique. Les lendemains du raid furent amers pour les commandos. Le sénateur Robert Dole proposa une résolution félicitant les commandos, arguant : « Certains de ces hommes se languissent en prison depuis cinq ans. ». Le sénateur Kennedy répliqua : « Et ils y sont encore ! ». Le colonel « Bull » Simons (médaillé de la Distinguished Service Cross par le président Nixon en personne) s'indigna quand il apprit que la moitié de ses hommes ne recevraient que la médaille de l'armée et avertit l'adjoint du chef d'état major de l'armée que « un de [ses] hommes risque fort de dire en public à M. Laird où il peut mettre sa décoration ». Finalement, les membres de la force du raid reçurent 6 Distinguished Service Cross, 5 Air Force Crosses et 83 Silver Stars, tous les bérets verts étant médaillés. Simons fut déçu par l'attitude de l'opinion envers ses hommes jusqu'à ce que le milliardaire Ross Perot organise une grande réception à San Francisco pour tous les commandos de Son Tay en 1973. Simons se sentira une dette envers Perot qui le conduira à accepter de mener une opération pour sauver deux employés de Perot emprisonnés arbitrairement en Iran en 1978.
Toutefois à plus long terme, le raid de Son Tay eut des conséquences indirectes favorables aux prisonniers de guerre américains retenus au Viêt Nam. Les Nord-vietnamiens regroupèrent les prisonniers dans deux prisons principales mieux défendables contre un autre raid. En conséquence, beaucoup se retrouvèrent en contact avec d'autres américains (alors qu'ils étaient isolés auparavant), contribuant à améliorer leur moral. D'autant plus que certains d'entre eux eurent connaissance du raid par des américains faits prisonniers après le raid. Les nord-vietnamiens améliorèrent le traitement des prisonniers, augmentant les quantités de nourriture et arrêtant les mauvais traitements qui étaient courants auparavant. La mortalité des prisonniers baissa considérablement et on estime que le raid de Son Tay a indirectement sauvé la vie de milliers de prisonniers.
D'un point de vue militaire, l'opération fut un succès car elle fut correctement exécutée, que le bilan des pertes fut nettement en faveur des américains, et qu'elle était la première opération réellement interarmes. Sur ce point, elle contraste drastiquement avec l'opération Eagle Claw qui eut lieu près de dix ans plus tard.

## Culture populaire
- Le raid de Son Tay est grandement détaillé dans le roman de Tom Clancy Sans aucun remords qui met en scène une seconde opération de sauvetage de prisonniers, ainsi que dans son documentaire Les Forces Spéciales : Visite guidée d'un corps d'élite. Il est aussi brièvement évoqué dans À la poursuite d'Octobre Rouge.
- Dans la série télévisée L'Enfer du devoir, l'épisode "The Raid" de la 3e saison est très fortement inspiré du raid de Son Tay.